# Eugene Aserinsky
Eugene Aserinsky (Brooklyn, 6 mei 1921 – Carlsbad, 22 juli 1998) was een Amerikaanse fysioloog die in 1953 de REM-slaap ontdekte.

## Biografie
Aserinsky werd geboren in Brooklyn (Verenigde Staten). Hij was de zoon van Boris Aserinsky, een tandarts van Russisch-joodse afkomst. Zijn moeder overleed toen hij twaalf jaar was.
Hij beëindigde de Brooklyn College en volgde toen een medische studie maar slaagde er niet in arts te worden, ondanks zijn vasthoudendheid.
Hij trouwde met Sylvia en zij kregen twee kinderen: een zoon Armond en een dochter Jill.
In 1950 klopte hij aan bij een andere jood van Russische geboorte, Nathaniel Kleitman een professor aan de Universiteit van Chicago. Kleitman was al een bekendheid omdat hij de eerste was in dit land die slaap bestudeerde.
Kleitman gaf hem opdracht om de slaap van kleine kinderen te observeren. Na uren naast ledikanten te hebben gezeten kon hij moeders verrassen door aan te kondigen wanneer hun kinderen wakker zouden worden.
Een jaar later ging hij van het bestuderen van kleine kinderen over op het bestuderen van oudere kinderen en volwassenen.
Zijn eerste studieobject was zijn eigen zoon Armond die toen slechts 8 jaar oud was, maar een grote hulp was voor zijn vader en van grote waarde was voor zijn vaders latere ontdekking.

## REM-slaap
Aserinsky bewees dat de REM-slaapperiode een apart slaapstadium was, wanneer snelle oogbewegingen geassocieerd werden met snelle hartslagen en enkele andere veranderingen van het lichaam. Zijn ontdekking was belangrijk genoeg om de REM-slaapperiode het derde zijnsstadium te noemen, naast wakker zijn en de Non-REM-slaap. Aserinsky en zijn mentor Kleitman publiceerden hun ontdekkingen in 1953.
Door vele slapeloze nachten en overstelpt door persoonlijke problemen verliet hij het slaaponderzoekcentrum voor zo'n tien jaar. Het was dankzij William Dement en Jerome Siegel dat Aserinsky werd uitgenodigd bij de Associated Professional Sleep Societies in juni 1995 waarbij de 100-jarige Kleitman werd geëerd.
Ruim drie jaar later, in juli 1998, viel Aserinsky achter zijn stuur in slaap toen hij met zijn auto een heuvel afreed in Carlsbad, in de staat Californië. Hij reed tegen een boom aan en was op slag dood. Van zijn 77-jarig leven heeft hij ongeveer 600 nachten zonder slaap doorgebracht. Hij heeft één artikel nagelaten dat de wetenschap heeft beïnvloed.